# خانة هاي سليمان
خانة هاي سليمان (بالفارسية: خانه‌های سلیمان) هي قرية تقع في البلدة المركزية في إيران. يقدر عدد سكانها بـ 316 نسمة بحسب إحصاء 2016.